# Geschichte des Irak
Die Geschichte des Irak umfasst die Entwicklungen auf dem Gebiet der Republik Irak von der Urgeschichte bis zur Gegenwart. Der Irak entstand in den Jahren 1920/21 aus den drei osmanischen Provinzen Bagdad, Mosul und Basra. Die Wurzeln des Iraks reichen bis zu den frühen Hochkulturen, die im 4. Jahrtausend v. Chr. entstanden, zurück.
Seit dem Irak-Krieg 2003, der die Ära Saddam Husseins beendete, befand sich der Irak unter militärischer Besatzung durch Truppen einer von den Vereinigten Staaten geführten internationalen Koalition. 2009 verließen die Besatzungstruppen die Städte, 2011 zogen sie komplett ab.

## Altorientalische Reiche
Der Irak liegt auf dem Gebiet des alten Mesopotamien (Ben al Naharain bzw. Aram-Naharaim). Dort entstanden ab dem 4. Jahrtausend v. Chr. einige der frühesten Hochkulturen der Menschheit (Sumer, Akkad, Babylonien, Mittani, Assyrien, Medien; siehe auch: Alter Orient), weshalb die Region heute von vielen als Wiege der Zivilisation gesehen wird.
Das alte Mesopotamien fiel 539 v. Chr. bei der Unterwerfung Babyloniens an das aufstrebende Perserreich unter Kyros. Unter den Achämeniden wurde Mesopotamien zeitweilig in die zwei Satrapien Syria und Assyria aufgeteilt; nach der Eroberung durch Alexander den Großen nach der Schlacht bei Gaugamela 331 v. Chr. wurden beide Satrapien zu einer neuen Satrapie Mesopotamien zusammengeführt. Nach der Schlacht von Gaza 312 v. Chr. geriet Mesopotamien unter die Kontrolle des Seleukidenreichs und blieb fortan für fast zwei Jahrhunderte von weiteren Kampfhandlungen weitgehend verschont. In dieser Zeit blühten nicht zuletzt die hellenistischen Stadtgründungen auf (beispielsweise Apameia, Dura Europos, Edessa, Seleukia).
Nach dem Tod des Seleukidenkönigs Antiochos Sidetes 129 v. Chr. fiel Mesopotamien endgültig an die Parther, die zuvor schon den Iran erobert haben. Ktesiphon wurde zur parthischen Hauptstadt, daneben gelangte auch Hatra zu besonderer Bedeutung. Teile Mesopotamiens gelangten zwischen 83 und 69 v. Chr. an Armenien, wurden allerdings im Zuge der römisch-parthischen Einigung nach der Schlacht bei Carrhae den Parthern zurückgegeben. In der Folgezeit stabilisierte sich der Euphrat als Grenze zwischen römischer und parthischer Einflusssphäre. Versuche des römischen Kaisers Trajan, Mesopotamien zwischen 114 und 117 n. Chr. zu annektieren, scheiterten, doch nach dem Partherkrieg des Lucius Verus von 162 bis 165 blieben größere Teile Mesopotamiens im römischen Einflussbereich. 195 fiel Mesopotamien bis auf die strategisch wichtige Stadt Nisibis wieder an die Parther, wurde von Kaiser Septimius Severus 197 aber wieder zurückerobert und befestigt.
Der Wechsel von der dezentral-feudalen Partherherrschaft zum stärker zentralisierten Sassanidenreich brachte zunächst keine grundlegenden Veränderungen mit sich. In der zweiten Hälfte des 3. Jahrhunderts geriet Mesopotamien in den Strudel der Reichskrise des 3. Jahrhunderts und wechselweise unter römische und sassanidische Kontrolle. Während der gesamten Spätantike war Mesopotamien Aufmarsch- und Kampfgebiet dieser beiden antiken Großmächte (siehe auch Römisch-Persische Kriege), wobei der arabische Stamm der Lachmiden einen wichtigen Teil der Grenzsicherung für Persien übernahm. Dem römischen Kaiser Diokletian gelang es 297/298 die alten Besitzverhältnisse wiederherzustellen. Ab 337 begann der sassanidische Großkönig Schapur II. große Teile Mesopotamiens zurückzuerobern. Der gescheiterte Persienfeldzug Kaiser Julians führte 363 schließlich zum Verlust fast ganz Mesopotamiens und insbesondere von Nisibis an Persien. Trotz verschiedener Versuche von beiden Seiten, den Grenzverlauf zu verschieben, blieb dieser im Wesentlichen unverändert, bis schließlich Mesopotamien und Syrien im Zuge der Islamischen Expansion zwischen 633 und 640 von den Arabern erobert wurden.

## Arabisch-Islamische Herrschaft

### Umayyaden
Nach der Schlacht von Kadesia 636 bemächtigten sich die arabischen Muslime des Gebietes. 636 wurde Basra vom Kalifen Umar als Heerlager gegründet, 637/638 Kufa. Der Irak wurde zu einem wichtigen kulturellen Zentrum des sich ausbreitenden Islams. Die Rolle eines politischen Zentrums für die Muslime erhielt er erstmals, als ʿAlī ibn Abī Tālib nach seiner Erhebung zum vierten Kalifen seine Hauptstadt nach Kufa verlegte. Nach ʿAlīs Ermordung im Jahre 661 durch einen Charidschiten annektierte der Umayyade Muawiya I. den Irak. Ab 665 wurde das Gebiet von den Statthaltern Ziyād ibn Abī Sufyān und seinem Sohn ʿUbaidallāh ibn Ziyād regiert, die mit harter Hand gegen die Charidschiten und die Anhänger ʿAlīs vorgingen. ʿAlīs Sohn Hussein, der 680 einen Aufstand gegen die umayyadischen Kalifen Yazid I. unternahm, fiel bei Kerbela im Kampf. Von 694 bis 714 herrschte der für seine Grausamkeit bekannte Statthalter al-Haddschādsch ibn Yūsuf über den Irak. Er entschied 702, das Persische als Kanzleisprache durch das Arabische zu ersetzen.

### Abbasiden
762 wurde Bagdad von Al-Mansur als Hauptstadt des Abbasidenkalifats gegründet und entwickelte sich bald zur bedeutendsten Stadt der islamischen Welt. Die folgende Periode wird auch als Blütezeit des Islams bezeichnet, in der besonders Wissenschaft und Künste ein deutlich höheres Niveau entwickelten als etwa in Europa.
Ab 1055 eroberte der Seldschukenführer Tughrul Beg das Land, 1258 der mongolische König Hülegü, Begründer der Dynastie der Ilchane. Abgesehen von den massiven Verwüstungen in den Städten wurde auch die Landwirtschaft, das Rückgrat der Wirtschaft, zerstört. Die schweren Kämpfe zwischen den Mongolen und den zur Verteidigung anrückenden Mamelucken führten zu hohen Sachschäden an dem komplexen Bewässerungssystem des Zweistromlandes. Ebenso stark wirkten sich hier die menschlichen Verluste aus: Das mündlich tradierte Wissen über die Anwendung und Wartung der Bewässerungsanlagen gingen verloren. In Folge verfiel die Provinz, denn ohne ein Bewässerungssystem konnte die mesopotamische Landwirtschaft ihr volles Potential nicht mehr entfalten. 1401 wurde Bagdad durch Timur verwüstet, 1534 fiel das Land an das Osmanische Reich.

## Der Irak als Teil des Osmanischen Reiches
Der Irak war für das Osmanische Reich vor allem als Verbindung zum Persischen Golf und als Verteidigungsbarriere gegenüber dem Iran (Persien) bedeutend; an wirtschaftlicher Entwicklung hingegen waren die Osmanen kaum interessiert. So beschränkte sich ihre Administration vor allem in den ersten Jahrhunderten weitgehend auf das Eintreiben von Steuern und der (Zwangs-)Rekrutierung von Soldaten. Der Irak war eine vergleichsweise unbedeutende Provinz des Osmanischen Reiches, regiert von Beamten (teilweise regierten sich Bagdad, Mossul und Basra faktisch selbst).
Die georgische Mamluken-Dynastie des Hasan Pascha herrschte von 1704 bis 1831.
Die schiitische Bevölkerung war unter den sunnitischen Osmanen von Posten in Verwaltung und Militär ausgeschlossen. Die schiitische Geistlichkeit betrieb jedoch eigene religiöse Schulen und zog Steuern von ihren Anhängern ein.
Anfang des 19. Jahrhunderts gab es administrative Reformen, doch die ersten wichtigen Veränderungen kamen mit Midhat Pascha (Gouverneur in Bagdad zwischen 1869 und 1872). Die ersten Krankenhäuser wurden gebaut, erste Zeitungen erschienen, Manufakturen nahmen ihren Betrieb auf. Doch er regierte zu kurz, um dem Irak einen längerfristigen Aufschwung zu bescheren. In diese Zeit fallen auch die ersten Belege für das Interesse der Briten am Irak. 1860 erwarb die britische Lynch-Company das Monopol für die Schifffahrt am Tigris. Der Irak blieb bis zum Ersten Weltkrieg ein unbedeutender Nebenschauplatz, seine geostrategische Position an den Schnittrouten zwischen Europa, Britisch-Indien, Zentralasien, dem Kaukasus und Südarabien sollte ihn aber vom Ersten Weltkrieg an zum Gegenstand von weltpolitischen Interessen machen.

## Britische Herrschaft und Königreich

### Britische Mandatsherrschaft bis 1930
Während des Ersten Weltkrieges (am 6. November 1914, einen Tag nach der Kriegserklärung an das osmanische Reich) marschierten britische Truppen und arabische Aufständische gemeinsam ein und besetzten 1917 Bagdad. Eigentliches unmittelbares Ziel war nur die Region um Basra gewesen, denn die Royal Navy war auf Öllieferungen aus dem benachbarten Iran angewiesen. 1920 löste Großbritannien aus dem ehemaligen osmanischen Reich die Provinzen Vilâyet Bagdad, Vilâyet Mossul und Vilâyet Basra heraus und verschmolz sie zum heutigen Irak. Die Provinz Mossul war dabei zunächst nicht mit eingeplant worden, da sie in französischem Einflussgebiet lag; nach dem Ausfall Russlands betreffend das Sykes-Picot-Abkommen und aufgrund von strategischen Überlegungen wurde sie jedoch ebenfalls eingegliedert, indem der Türkei und Frankreich jeweils 20 % der zu erwartenden Gewinne aus der Erdölförderung in dieser Region versprochen wurden.

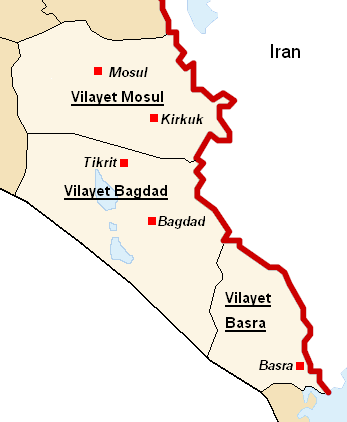
Die drei ehemaligen osmanischen Vilayets

An der Festlegung der heutigen Grenzen war Gertrude Bell als Beraterin des Kolonialministers Winston Churchill wesentlich beteiligt. Der Völkerbund sanktionierte diese Maßnahme und übertrug Großbritannien das Mandat über den Irak. So wurde das Britische Mandat Mesopotamien eingerichtet. Da den Arabern von Großbritannien ein souveränes Großarabien versprochen wurde, sollten sie sich gegen das osmanische Reich erheben, akzeptierten sie den Status als britisches Mandatsgebiet nicht und begannen 1920 einen Aufstand gegen die britische Krone. Der Aufstand hatte aber auch einen sozialen Hintergrund. Um das Land unter ihre Kontrolle zu bekommen, verfuhren die Briten wie an ihrer indischen Nordwestgrenze: Sie machten lokale Autoritäten aus, denen sie eine Reihe von Privilegien gaben (z. B. Steuerfreiheit) und denen auch das früher kommunale Land übertragen wurde, so dass viele Bauern verarmten. Bei der drei Monate dauernden Revolte starben nach britischen Schätzungen 8450 Iraker und 1654 britische Soldaten. Der hohe Blutzoll und die Kosten, die zur Niederwerfung des Aufstandes benötigt wurden (insgesamt das Sechsfache der gesamten Kosten der britischen Militärkampagne im Nahen Osten), erschreckten die britische Regierung. Um die Kosten für die britische Präsenz zu senken und gleichzeitig die Araber von neuem Aufruhr abzubringen, setzte die britische Regierung einen arabischen König ein.
Am 23. August 1921 wurde Faisal, Sohn des Scherifen Hussein von Mekka, zum König proklamiert. Die Aufnahme des Königreichs Irak in den Völkerbund erfolgte am 3. Oktober 1932. Auch nach der Staatsgründung gab es keine einheitlichen Maße oder Gewichte und keine einheitliche Währung; indisches, iranisches und türkisches Geld wurden entsprechend der verschiedenartigen Ausrichtung der Provinzen parallel benutzt. Die wesentlichen Ölaktivitäten im Land waren in der 1929 aus der Turkish Petroleum Company hervorgegangenen Iraq Petroleum Company zusammengefasst, die nur geringe Konzessionsgebühren zahlte und vollständig ausländischen Unternehmen gehörte.

### Teilsouveränität nach 1930
Der Anglo-irakische Vertrag von Juni 1930 sicherte den Engländern zahlreiche Rechte und räumte ihnen Militärstützpunkte ein. Bei Ausbruch des Zweiten Weltkriegs brach die irakische Regierung unter Nuri as-Said die diplomatischen Beziehungen zu Deutschland ab und nahm in der Außenpolitik eine probritische Haltung ein, die in Armeekreisen und breiten Bevölkerungsschichten keinen Rückhalt hatte. Am 1. April 1941 unternahmen antibritische Politiker und Offiziere einen Staatsstreich, um die probritische Politik der Regierung zu beenden. Die Armee brachte Raschid Ali al-Gailani an die Regierungsspitze, der die Neutralität des Iraks verkündete und den Abzug aller britischen Soldaten forderte. Am 2. Mai 1941 begannen militärische Auseinandersetzungen zwischen britischen und irakischen Truppen, die einen Monat andauerten und mit der irakischen Niederlage endeten. Während dieser Kämpfe richtete die irakische Regierung ein Hilfeersuchen an Deutschland, das aber nur geringfügige militärische Unterstützung brachte (Sonderstab F). Im Oktober 1941 übernahm wieder Nuri as-Said die Regierung. Die vertraglich abgesicherte politische, ökonomische und militärische Einflussnahme Großbritanniens als ehemalige Mandatsmacht im Irak war auf Dauer bis hin zum Bagdadpakt Mitte der 1950er-Jahre wiederhergestellt. Am 16. Januar 1943 erklärte der Irak den faschistischen Achsenmächten den Krieg.
Der Versuch des Premierministers Salih Dschabr, den Anglo-Irakischen Vertrag von 1930 zu erneuern, führte im Januar 1948 zu schweren antibritischen Unruhen, die von der verarmten Bevölkerung der Vorstädte Bagdads, von Studenten und der Kommunistischen Partei ausgingen und blutig niedergeschlagen wurden. Salih Jabr musste seine Unterschrift unter dem Vertrag widerrufen und ins Exil nach England gehen.
Als Reaktion auf die Gründung der Vereinigten Arabischen Republik erklärten am 14. Februar 1958 die beiden haschemitischen Königreiche Irak und Jordanien ihre Vereinigung zu einer von Großbritannien unterstützten Arabischen Föderation. Unter General Abdel Karim Qasim schlossen sich die so genannten „Freien Offiziere“ zusammen, um die britische Kontrolle abzuschütteln. Sie stürzten am 14. Juli 1958 mit Hilfe des Volkes die pro-britische Monarchie (Faisal II. 1935–1958). Der König wurde ermordet und sein Leichnam durch die Straßen von Bagdad geschleift.

## Die Republik bis zum Sturz Saddam Husseins

### Der Beginn der Republik
Am 15. Juli wurde die Föderation mit Jordanien aufgelöst und die Republik Irak proklamiert. Es strömten hunderttausende
Iraker auf die Straßen, um ath-Thawra (die Revolution) zu feiern. Mit Ausrufung der Republik wurden neue politische Verhältnisse geschaffen. Die Monarchie wurde abgeschafft und der Irak trat aus dem mit der Türkei, Pakistan und dem Iran geschlossenen CENTO (Bagdad)-Pakt aus. Die letzten britischen Soldaten verließen das Land am 24. März 1959.
Innenpolitisch wurde eine Bodenreform durchgeführt und der Irak trat aus dem britischen Sterling-Währungssystem aus. Die ausländischen Ölgesellschaften wurden verstaatlicht und es wurden wirtschaftliche und politische Beziehungen zu den sozialistischen Ländern eingeleitet. Ein Erlass ermöglichte es, dass politische Parteien und berufliche Organisationen gebildet werden konnten. Die Pressefreiheit wurde eingeführt. Ein historischer Schritt war aber der Artikel 3 der provisorischen Verfassung: „Araber und Kurden sind Partner im Irak“. Die Kurden wurden erstmals ausdrücklich anerkannt. Die demokratischen Prozesse dauerten jedoch nur kurze Zeit an. Bald wurden Zeitungen verboten. Die Entwicklung der neuen Republik Irak wirkte den grundsätzlichen Interessen des Westens entgegen. Die Briten und die USA übten Druck von außen aus. Qasims Plan einer Annexion Kuwaits wurde 1961 erst durch britische Truppen, dann durch eine Interarabische Sicherheitstruppe verhindert.
Innenpolitisch wurde Druck von rechtsorientierten, panarabistischen Parteien und Nationalisten ausgeübt. Dazu gehörte auch die Baath-Partei. Die damals kleine irakische Baath-Partei putschte mit Hilfe von Verschwörern in der irakischen Armee am 8. Februar 1963 gegen Qasim. Qasim wurde erschossen. Durch interne Flügelkämpfe geschwächt, wurde die Baath-Partei im Militärputsch vom 18. November 1963 durch den Präsidenten Abd as-Sallam Arif gestürzt. Unter seinem Bruder Abd ar-Rahman brach der Irak 1967 die diplomatischen Beziehungen zu den USA ab. Nach einem zweiten Putsch am 17. Juli 1968 eroberte die Baath-Partei wieder die Macht; Ahmad Hasan al-Bakr wurde Staatspräsident und Vorsitzender des Revolutionären Kommandorates (RKR) (und blieb es bis zu seinem Rücktritt am 16. Juli 1979), Saddam Hussein wurde Vizepräsident und Stellvertretender Vorsitzender des RKR.
Nadschaf und Kerbela, die beiden heiligen Städte des Irak, entwickelten sich in den 1960er Jahren zu Zentren schiitisch-revolutionärer Bewegungen, die später auch in den Libanon und nach Iran ausstrahlten. Zu den schiitischen Gelehrten, die in dieser Zeit in Nadschaf politisch-aktivistische Theorien entwickelten, gehörten Ruhollah Chomeini, Muhammad Baqir as-Sadr, Muhammad Hussein Fadlallah, Mahmud Haschemi Schahrudi und Muhammad Baqir al-Hakim.
Im Frühjahr 1969 brachen erneut Kämpfe zwischen den Regierungstruppen und den seit 1961 gegen die Zentralregierung kämpfenden Kurden aus. Zwar unterzeichneten Saddam Hussein und der Kurdenführer Molla Mustafa Barzani im März 1970 einen Friedensvertrag, der den Kurden politische Autonomie gewährleistete. Die Kämpfe dauerten allerdings bis April 1975 an, als der Irak mit dem Nachbarland Iran das Abkommen von Algier über die Neuregelung der Grenze am Schatt al-Arab unterzeichnete und der Iran daraufhin seine Hilfe für die Kurden beendete, was zur Kapitulation der Kurden führte.
Am 1. Juni 1972 wurden die ausländischen Ölunternehmen verstaatlicht.

### Die Ära Saddam Hussein
Als die Baath-Partei an der Macht war, folgten Massenhinrichtungen und willkürliche Verhaftungen, vor allem von kommunistischen und anderen linksgerichteten Intellektuellen. Besonders nachdem Saddam Hussein nach dem Rücktritt al-Bakrs am 16. Juli 1979 an die Macht gelangt war, kam es zu massiven Menschenrechtsverletzungen, denen auch viele Baathisten zum Opfer fielen. Das erst im Januar 1979 vereinbarte Unionsprojekt mit Syrien wurde sofort auf Eis gelegt.
Nach monatelangen Auseinandersetzungen mit dem Iran befahl Hussein der irakischen Armee am 22. September 1980, das Nachbarland mit insgesamt neun von zwölf Divisionen anzugreifen. Die Front erstreckte sich hierbei auf einer Länge von 600 km. Nach anfänglichen Erfolgen musste sich die irakische Armee ab 1982 immer weiter zurückziehen und schließlich ab 1984 den Krieg im eigenen Land führen. Dieser Erste Golfkrieg dauerte bis 1988 an und kostete schätzungsweise 250.000 Iraker das Leben. In diesem Krieg setzte der Staat auch mehrmals chemische Kampfstoffe sowohl gegen die Iraner als auch gegen die eigene Bevölkerung ein. Auch die wirtschaftlichen Schäden waren erheblich: 1979 besaß der Irak noch Geldreserven im Wert von 35 Milliarden US-Dollar, nach Ende des Krieges war das Land mit über 80 Milliarden US-Dollar Auslandsschulden hoch verschuldet. Der Irak wurde in diesem Krieg von den USA und anderen westlichen Staaten unterstützt.
Nach einem gescheiterten Attentat auf Saddam Hussein wurden am 17. Juli 1982 600 Einwohner der Kleinstadt Dudschail verhaftet und 148 von ihnen hingerichtet. 1988 startete das Regime die sogenannte Anfal-Operation, bei der nach Schätzungen bis zu 180.000 irakische Kurden ermordet wurden. Der in der Öffentlichkeit bekannteste Fall dieser Kampagne war der Giftgasangriff auf Helepçe am 18. März 1988. Mit diesem Ereignis begannen sich die Beziehungen zwischen dem Irak und den Vereinten Nationen, befördert durch die weitere irakische Politik, zu verschlechtern.
Am 2. August 1990 marschierte die irakische Armee in Kuwait ein und besetzte das Land. Erst durch die Intervention internationaler Truppen unter der Führung der Vereinigten Staaten wurde das Land im Februar 1991 im Zweiten Golfkrieg befreit. US-Präsident George Bush rief das irakische Volk zum Aufstand gegen Saddam Hussein auf. Als Kurden und Schiiten tatsächlich eine Rebellion gegen die Regierung begannen, griffen die Amerikaner nicht in die Kämpfe ein, so dass Saddam den Aufstand niederschlagen konnte. Dabei kamen schätzungsweise 100.000 Iraker ums Leben, die Marschen im Südirak wurden fast vollständig zerstört. Als Folge der Besetzung Kuwaits verhängten die Vereinten Nationen Sanktionen über das Land, was zu internationaler Isolierung und durch die Misswirtschaft mit den erlaubten Handelsgütern zur Verarmung weiter Teile der Bevölkerung führte. Dieses Embargo wurde bis 2003 aufrechterhalten. Die Folgen des Embargos waren dramatisch: Allein 500.000 bis 1.500.000 Kinder unter 14 Jahren starben bis 2005 zum Teil an Krankheiten, die vor 1990 im Irak nahezu unbekannt waren: Leukämie (wahrscheinlich durch kontaminierten Sand und Kleinstpartikeln von DU-Munition oder zerstörtem Kriegsgerät), Unterernährung, Vitaminmangel, Typhus, Cholera und durch lokale Krankheiten.
Die hohe Sterblichkeit ergibt sich aus dem andauernden Embargo und der in den Golfkriegen 1990 und 2003 nahezu völligen Zerstörung der Trink- und Abwasser-Ver-/Entsorgung, Zerstörung der Krankenhäuser, Pharmaindustrie usw. Die UN-Diplomaten und humanitären Koordinatoren im Irak, Denis Halliday und Hans-Christof von Sponeck waren aus Protest gegen das Embargo zurückgetreten. Halliday bezeichnete das Embargo als Völkermord. Um die Folgen des Embargos abzumildern führte die UN 1995 (Res. 986) ein Öl-für-Lebensmittel-Programm ein, das im Januar 2003 endete.
Am 8. November 2002 beschloss der UN-Sicherheitsrat auf längeren Druck der USA die bislang 19. Irak-Resolution 1441 mit nicht näher definierten „ernsthaften Konsequenzen“. Die Resolution wurde vom Irak akzeptiert und der Waffeninspekteur Blix wurde ins Land gelassen. 2002 begann die von Blix geleitete Kommission, im Irak nach Massenvernichtungswaffen zu suchen, fand aber keine.

### Invasion der USA und Verbündeter

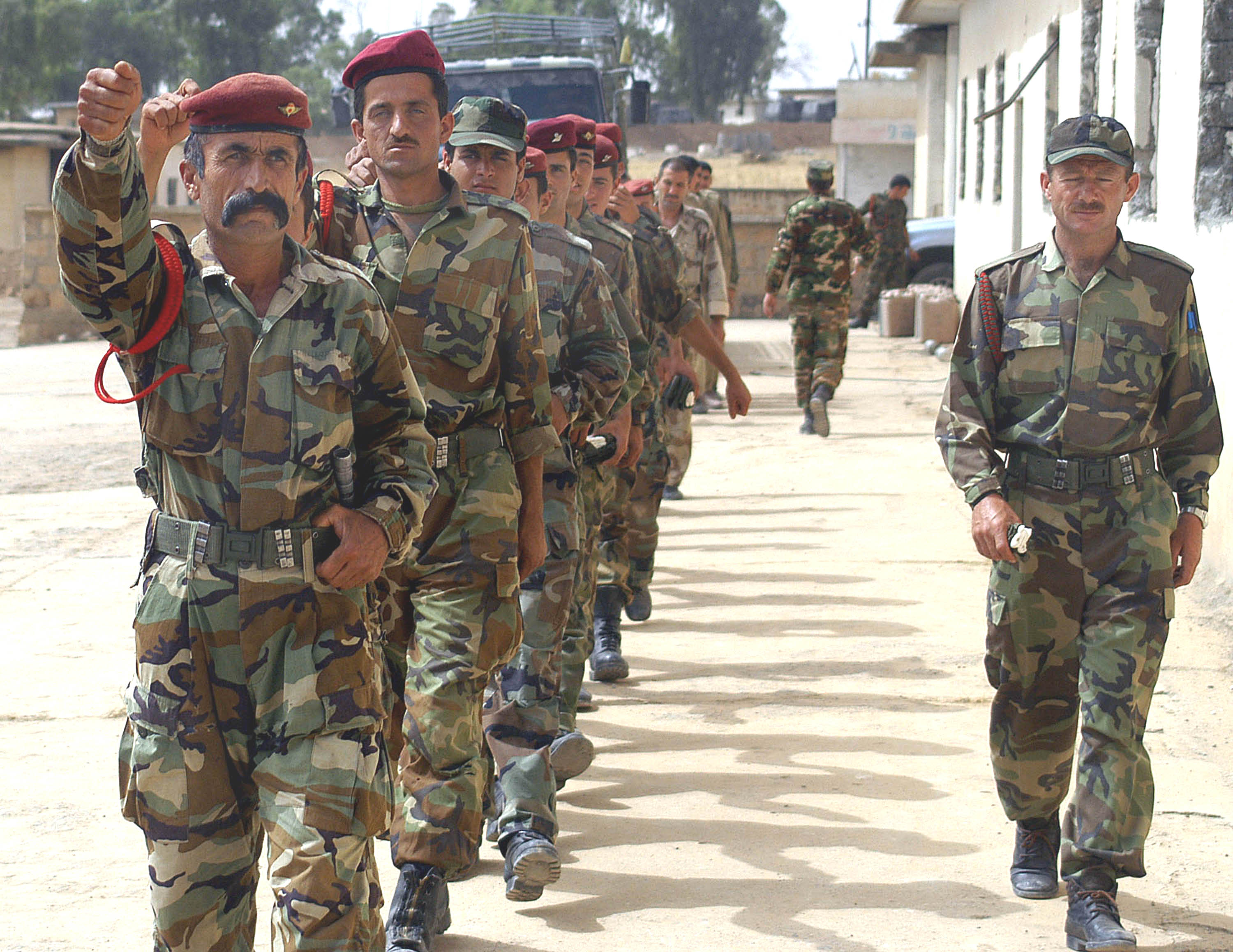
Peschmerga-Soldaten der Joint Iraqi Security Company, Juni 2003

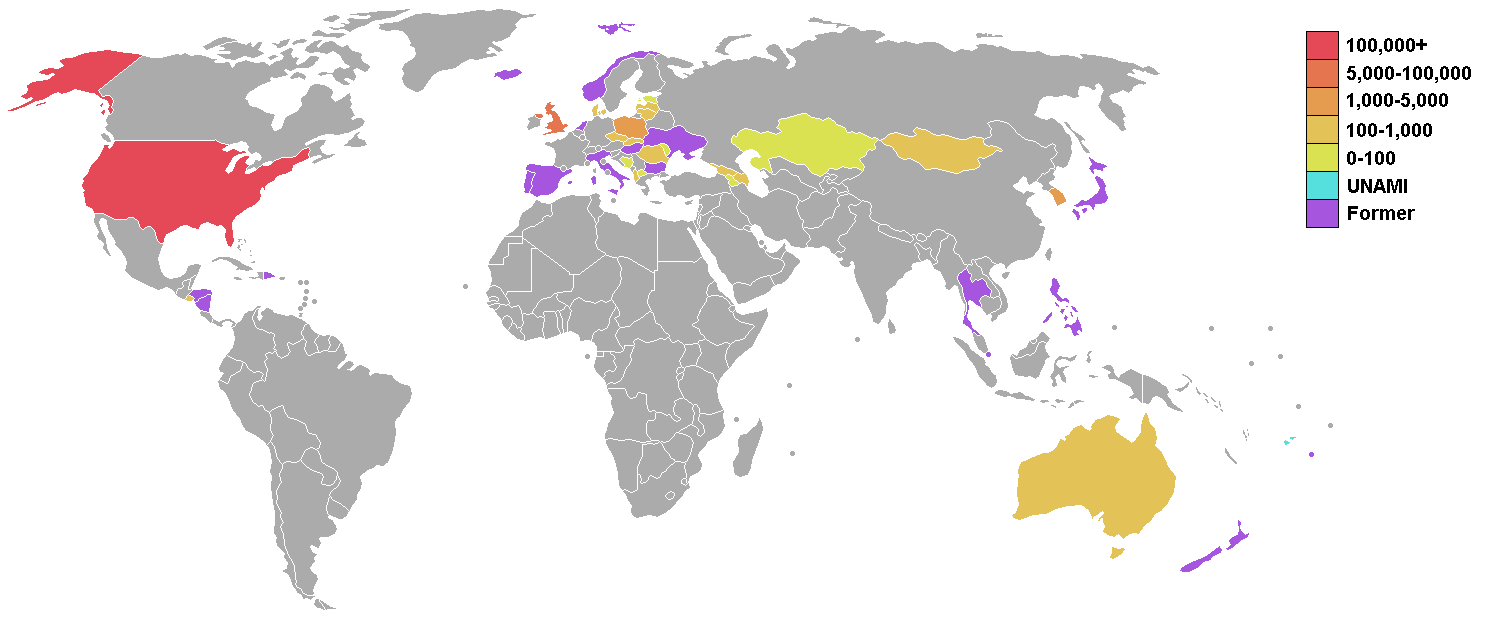
Staaten mit Truppenkontingenten im Irak und bereits abgezogene Staaten (violett) im September 2010

Am 20. März 2003 begann der Irakkrieg mit Luftangriffen auf die Hauptstadt Bagdad. Ziel der Koalition der Willigen unter der Führung der Vereinigten Staaten und Großbritanniens, unterstützt von kleinen Verbänden Australiens, Italiens, Spaniens, Polens und militärisch unerheblicher Alliierter (Dänemark, Ukraine, Bulgarien, Honduras, El Salvador, Südkorea, Japan, Ungarn) war es, Saddam Hussein zu stürzen und mutmaßlich vorhandene Massenvernichtungswaffen aus dem Verkehr zu ziehen. Am 9. April 2003 wurde die Hauptstadt Bagdad eingenommen, symbolisch hierfür wurde der Abriss einer Statue des Diktators. Im Mai 2003 erklärte US-Präsident Bush die größeren Kampfhandlungen für beendet und der Irak wurde in Besatzungszonen aufgeteilt. Massenvernichtungswaffen wurden nicht gefunden. Am 5. März 2004 warf Hans Blix den USA und Großbritannien vor, sie hätten keine rechtliche Grundlage für ihre Militäraktion gegen den Irak gehabt.
Die Anzahl der Opfer der Invasion ist stark umstritten in Bezug auf Zählweise, Verantwortung und Einbeziehung Opfer krimineller Straftaten. Verifizierbar sind laut der privaten Initiative iraqbodycount mindestens 62.000 zivile Opfer der militärischen Intervention. Eine Studie des Wissenschaftsmagazins The Lancet geht sogar von bis zu 100.000 zivilen Opfern aus. Nach Angaben der USA wurden rund 1.000 Zivilisten durch alliiertes Feuer sowie etwa 7.000 Widerstandskämpfer und Terroristen getötet. Schätzungen anderer Beobachter zufolge kamen bis zu 10.000 Iraker bei dem Angriff durch die USA ums Leben. Weitere 20.000 Tote werden neben dem regulären Widerstand mehrheitlich Terrorangriffen verschiedener Gruppierungen zugeschrieben. Nach einer im Oktober 2006 veröffentlichten Studie wurden seit der Invasion der ausländischen Truppen im März 2003 über 650.000 Menschen getötet, was 2,5 % der irakischen Gesamtbevölkerung entspricht.
Als Folge von Kriegsschrott steigt besonders in den südlichen Provinzen die Anzahl der Krebsfälle. Nach Angaben der medizinischen Hochschule von Basra sind mindestens 45 Prozent aller Todesfälle in den südlichen Provinzen auf Krebs zurückzuführen. In den Provinzen Basra und Missan sei die Leukämierate bei Kindern im Vergleich zum Jahr 2005 um 22 Prozent gestiegen, manche Babys entwickelten die Krankheit schon vier Wochen nach der Geburt. Täglich kämen in den südlichen Provinzen mindestens drei verkrüppelte Kinder zur Welt, denen Organe oder Glieder fehlten.

## Die Zeit nach dem zweiten Irakkrieg

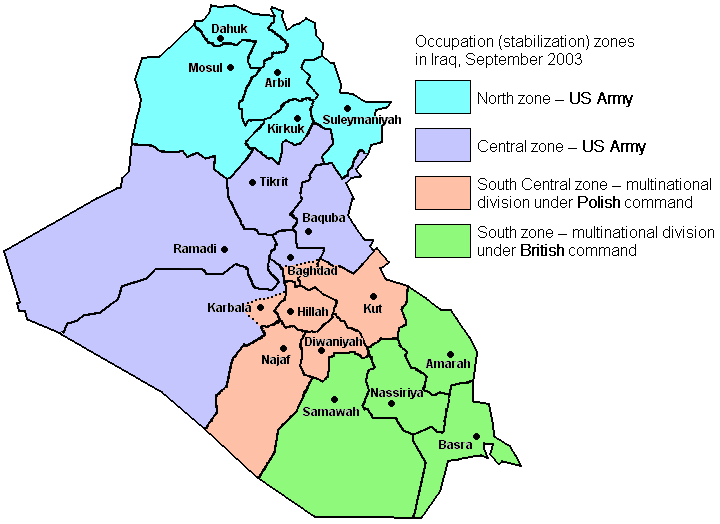
Besatzungszonen des Irak durch die USA (türkis und blau), Großbritannien (grün) und Polen (rosa) im September 2003

Seit dem offiziellen Ende des Irakkriegs sind erheblich mehr US-Soldaten – bisher 2900 – durch Anschläge, sowohl von Widerstandsgruppen wie auch von islamistischen Terroristen, umgekommen als durch die Kriegshandlungen zuvor; täglich sterben durchschnittlich zwei US-Soldaten bei Angriffen aus dem Hinterhalt, die Zahl der Verwundeten liegt noch erheblich höher. Zahlreiche Opfer forderten die Angriffe auch unter der Zivilbevölkerung. Auch Vertreter der mehrheitlich von Schiiten und Kurden getragenen irakischen Regierung wurden wiederholt zum Ziel von Anschlägen. Schätzungen zufolge sind zwischen 25.000 und 30.000 Iraker seit Mai 2003 – dem „Ende der großen Kampfhandlungen“ – ums Leben gekommen. Einige irakische Quellen gehen sogar von bis zu 60.000 Opfern aus. Etwa 3500 Irakische Sicherheitskräfte wurden seit 2003 getötet.
Al-Qaida im Irak verfolgte anscheinend die Strategie, einen Bürgerkrieg zwischen Schiiten und Sunniten zu provozieren, um so zu verhindern, dass der Irak eine staatliche Ordnung findet. Todesschwadronen griffen gezielt Schiiten im Irak an. Als wichtigster Kopf von al-Qaida im Irak wurde seit 2003 der Jordanier Abu Musab az-Zarqawi angesehen (von US-amerikanischen Einheiten getötet am 7. Juni 2006). Die USA werfen dem Iran und Syrien vor, nichts gegen das Eindringen ausländischer Kämpfer zu tun. Die Situation wurde zunehmend als an der Kippe zum Bürgerkrieg stehend betrachtet. Von Sunniten und Schiiten gegeneinander geführte Terrorangriffe und Gegenanschläge forderten fast täglich Dutzende Menschenleben. Pro Tag gab es im Irak etwa 75–85 Anschläge, zeitweise sogar über 120, an anderen Tagen jedoch „nur“ 50–60. Allerdings wurde ein Teil der Anschläge auch von sunnitischen oder schiitischen Islamisten verübt, die nicht aus dem Irak stammen.
Am 30. Juni 2009 verließen die amerikanischen Kampftruppen die Städte und übergaben Stützpunkte und andere Einrichtungen an die irakische Armee. Im August 2010 verließen, die auf ihre Stützpunkte verlegten Truppen das Land, die übrigen Soldaten folgten im Jahr 2011.
Nach Bildung eines Übergangsrates Ende 2003 wurde der bis dahin von der Koalitions-Übergangsverwaltung ausgeübte Verwaltungsauftrag am 28. Juni 2004 einer irakischen repräsentativen Übergangsregierung übertragen. Die Truppen und Logistik der Besatzungsmächte in einer Stärke von etwa 150.000 Soldaten sollen aber vereinbarungsgemäß noch ein bis zwei Jahre im Irak stationiert bleiben. Der Irak befindet sich politisch seitdem in einem Übergangszustand: Nach diesem Dritten Golfkrieg sind die früheren Machtstrukturen, insbesondere der Revolutionäre Kommandorat, nicht mehr vorhanden, aber die neuen Verhältnisse, damals noch zwischen der westlichen Besatzung, der Zivilverwaltung und dem Irakischen Regierungsrat, waren nicht endgültig etabliert.
Nach ersten Planungen sollte der ehemalige US-General Jay Garner, der 1991 die kurdische Schutzzone eingerichtet hatte, den Vorsitz einer vorläufigen Regierung im Irak übernehmen. Wenige Wochen nach seiner Etablierung änderte man jedoch die Strategie: US-Präsident George W. Bush benannte am 6. Mai 2003 L. Paul Bremer III. zum Zivilverwalter. Der Irak wird im September 2003 in vier Besatzungszonen eingeteilt:
zwei amerikanische im Norden, eine polnische im zentralen Süden und eine britische im äußeren Süden des Landes. Der algerische UNO-Sonderbeauftragte Lakhdar Brahimi vermittelte zwischen verschiedenen Parteien für eine irakische Übergangsregierung, die am 1. Juni 2004 entstand, um ab dem 30. Juni die Macht zu übernehmen. Am 30. Januar 2005 wurden im Irak die ersten freien Wahlen seit über 40 Jahren abgehalten.
Am 11. Oktober 2006 verabschiedete das Irakische Parlament ein neues Föderalismusgesetz, das die Schaffung sogenannter weitgehend autonomer „Super-Provinzen“ vorsieht. Kritiker dieses Gesetzes, vornehmlich die sunnitische Minderheit, sehen darin eine Bedrohung für die irakische Einheit.
Iyad Allawi bezeichnete den Irak als Gescheiterten Staat. Das Land wird stark vom Iran beeinflusst und besitzt eine stagnierende Wirtschaft, hohe Arbeitslosigkeit, eine hohe Inflation, keinen funktionierenden öffentlichen Sektor und eine immer noch schlechte Sicherheitslage.

### Aufständische Gruppen und Anschläge

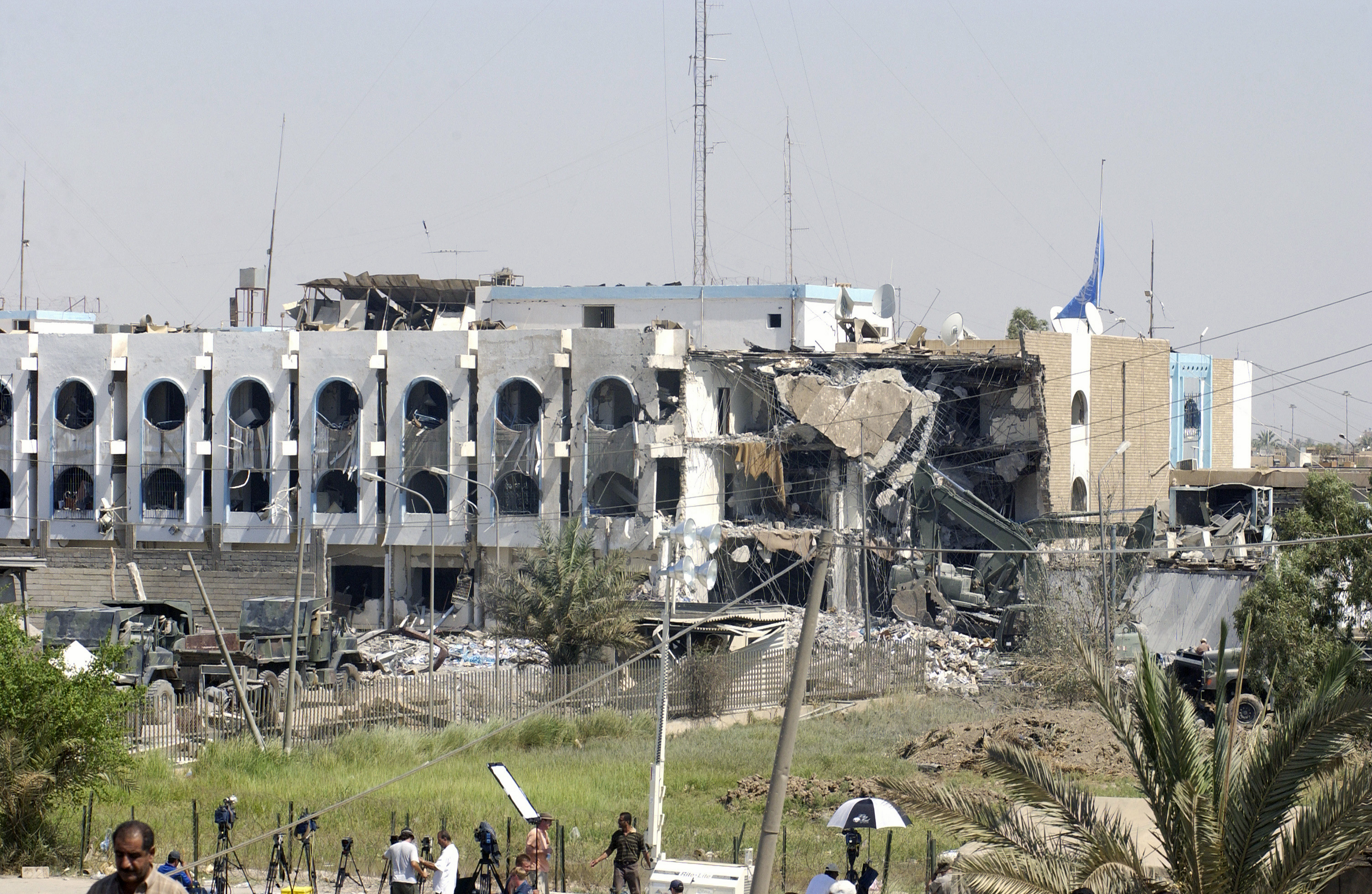
Durch einen Autobombenanschlag zerstörtes Gebäude des Hauptquartiers der Vereinten Nationen in Bagdad am 21. August 2003

Die Terroristen um den ehemaligen Führer Abu Musab az-Zarqawi, als von ausländischen Islamisten dominierte al-Qaida-Ableger im Irak (Qaidat al-Dschihad fi Bilad ar-Rafidain) sowie die Ansar as-Sunna unter Führung von Abu Abdallah al-Hasan bin Mahmud, betrachteten bzw. betrachten den Irak als Schlachtfeld im globalen Krieg gegen den Westen. Sie sind nur zwei von zahlreichen verschiedenen Gruppen.
Unter den einheimischen Milizen stellen sunnitische Aufständische bislang die mitgliederstärkste Fraktion. Dazu gehören unter anderem die „Armee Mohammeds“, die „El Haq-Armee“ und die „Islamische Armee des Iraks“, zusammen etwa 20.000 Kämpfer. Sie opponieren vor allem gegen die US-geführten Besatzungstruppen und die politische Marginalisierung der Sunniten. Der irakisch-sunnitische Widerstand soll sich zuletzt verstärkt um Distanz zu den zugereisten Gotteskriegern – etwa 1000 bis 2000 Mann – bemüht haben. Grund sind die von den Zarqawi-Terroristen unter irakischen Zivilisten angerichteten Blutbäder, ebenso die Selbstdarstellung des al-Qaida-Ablegers als angebliche politisch-ideologische Führung des Widerstandes.
Neben sunnitischen Widerständlern gibt es auch schiitische Milizen. Die „Badr-Brigaden“ verfügen über etwa über 10.000 Bewaffnete, die „Mahdi-Armee“ wird auf mehrere tausend Mann geschätzt. Die Badr-Brigaden sind Mitglied des regierenden Revolutionsrats Sciri. Die Mahdi-Armee untersteht dem radikalen Schiitenprediger Muktada al-Sadr. Zwischen beiden Gruppierungen kam es wiederholt zu offener Gewalt. Der Revolutionsrat strebt nach einer weitgehenden schiitischen Autonomie im Süden, wo die „Badr-Brigaden“ in vielen Regionen bereits die dominierende militärische Macht sind. Sadr hingegen will einen irakischen Einheitsstaat; seine „Mahdi-Armee“ kooperiert mit dem sunnitischen Widerstand gegen die US-geführten Besatzungstruppen.
Beim Aschuramassaker anlässlich des Aschura-Festes am 2. März 2004 gab es 271 Tote und 393 Verletzte, die meisten waren schiitische Gläubige, für die Kerbela ein Wallfahrtsort ist. Es wurde eine dreitägige Staatstrauer angeordnet. Am 4. März 2004 erhoben die USA den Vorwurf, der Terrorist Abu Musab az-Zarqawi oder die Al-Qaida nahestehende Terrororganisation Ansar al Islam seien die Drahtzieher der Anschläge gewesen.

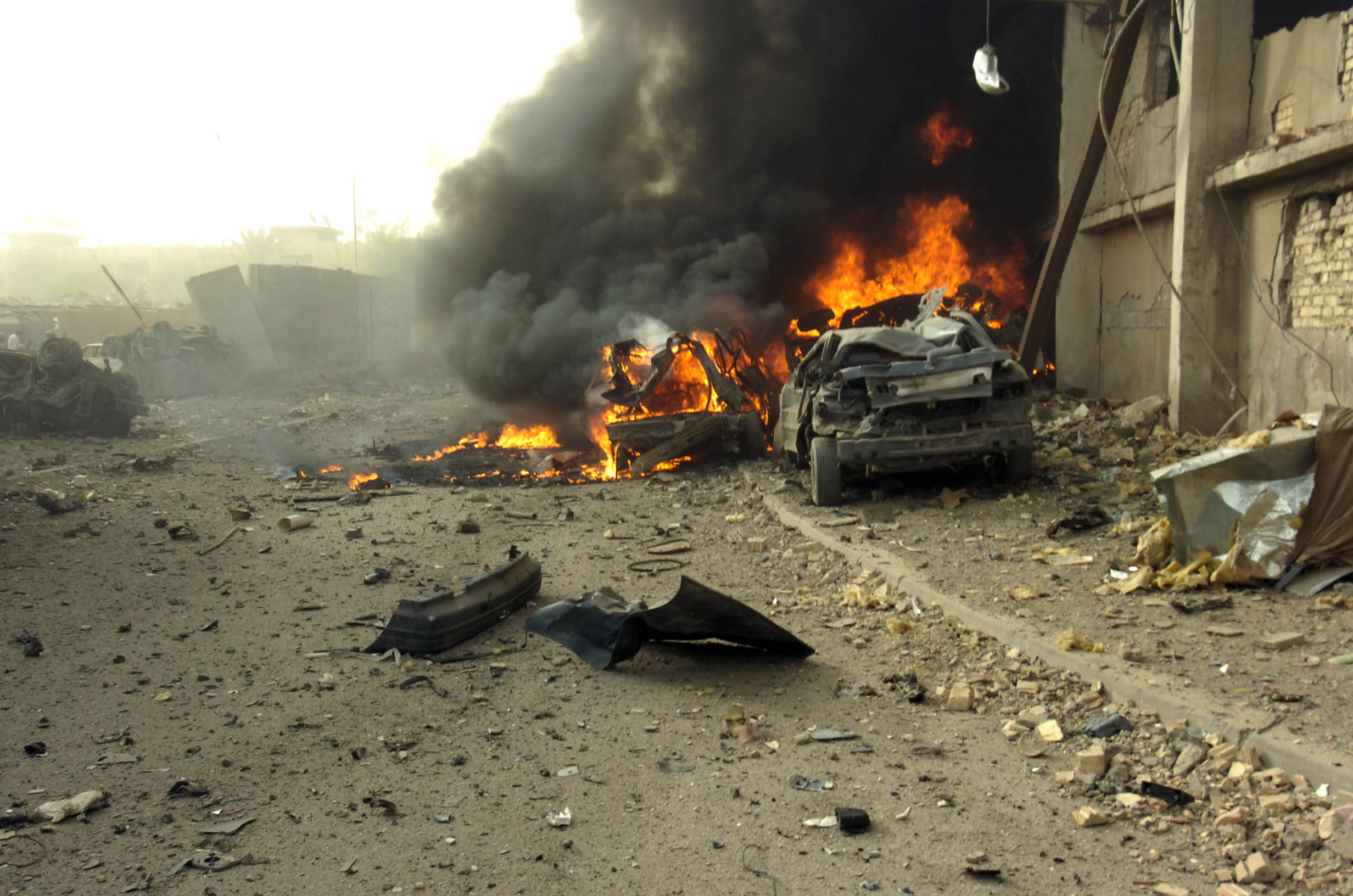
Autobombenanschlag in Bagdad im August 2006

Am 15. Oktober 2006 rief die Al-Qaida im Irak einen islamischen Staat aus, der insgesamt sechs Provinzen umfassen solle. Als Hilfe zum Ausbau des Staates wurden Muslime in aller Welt aufgerufen, „Männer und Geld“ in den Irak zu senden. Die Al-Qaida kündigte an, dass in diesem Staat alleine Gottes Recht gelten werde.
Im Jahr 2006 wurden bei Anschlägen im Irak mehr als 34.000 Zivilisten getötet. Weitere 36.000 Personen wurden nach Angaben der Vereinten Nationen verletzt. Einen Höhepunkt erreichte die Gewalt in den Monaten November und Dezember mit 6367 Toten und 6875 Verletzten. Insbesondere die Hauptstadt Bagdad ist von den Auseinandersetzungen betroffen. Dort wiesen die meisten Toten zudem Folterspuren auf.
Am 12. April 2007 erschütterte eine Explosion das Parlamentsgebäude in der stark gesicherten Grünen Zone in Bagdad. Nach ersten Pressemeldungen kamen dabei mindestens zwei Abgeordnete ums Leben. Einige Stunden zuvor war bereits bei einem Selbstmordanschlag, dem ebenfalls mehrere Menschen zum Opfer fielen, eine wichtige Tigris-Brücke in Bagdad zerstört worden. Wenige Tage später, am 18. April 2007, trafen fünf weitere Anschläge die irakische Hauptstadt. Allein die Detonation einer Autobombe nahe dem Marktplatz im Sadrija-Viertel kostete 127 Menschen das Leben. Insgesamt forderten die Attentate über 230 Todesopfer.
Am 7. Juli 2007 löste ein Selbstmordattentäter eine Autobombenexplosion auf dem Markt der Kleinstadt Amirli in der Provinz Salah ad-Din aus. Dabei wurde das Zentrum völlig zerstört, mindestens 150 Menschen wurden getötet und über 200 Menschen verletzt. Armili wird überwiegend von schiitischen Turkmenen bewohnt. Iraks Regierungschef Dschawad al-Maliki machte sunnitische Extremisten für den verheerenden Anschlag verantwortlich.
Am 14. August 2007 wurden bei dem Anschlag von Sindschar in der Nähe von Mosul vermutlich 500 Menschen getötet. Die Anschläge richteten sich gegen Jesiden, einer religiösen Minderheit von Kurden, die hauptsächlich im Nordirak leben. Weitere Explosionen nördlich von Bagdad forderten ebenfalls Menschenleben, so dass die Anschläge zu den folgenreichsten seit dem Einmarsch der alliierten Streitkräfte zählen.
2011 zogen die US-Truppen ab.
Im Januar 2014 brachte die Terrororganisation Islamischer Staat (IS) die Stadt Falludscha unter ihre Kontrolle. In den darauffolgenden Monaten konnte die Organisation weiteres Territorium dazugewinnen. Im Juni nahm sie Mossul unter ihre Kontrolle. Gegen den IS wurde eine Internationale Allianz gebildet. Nach fast drei Jahren wurde Falludscha durch die irakischen Regierungsstreitkärfte befreit. Im Oktober 2016 begann die Schlacht um Mossul, die bis Januar 2017 andauerte.
Angesichts des sprichwörtlichen staatlichen Zerfalls prägten die Medien das politische Schlagwort der Irakisierung.
Am 9. Dezember 2017 erklärte Regierungschef Haider al-Abadi den IS für besiegt. 
Am 31. Dezember 2021 endete der US-Kampfeinsatz. Allerdings blieben Militärberater im Irak.